# Andreas Kubik
Andreas Kubik-Boltres (* 19. Oktober 1973 in Celle) ist ein deutscher evangelischer Theologe.

## Leben
Nach dem Abitur studierte Kubik Evangelische Theologie, Germanistik und Philosophie in Halle, Berlin und Tübingen. 2000 legte er in Tübingen das Erste Staatsexamen für das gymnasiale Lehramt ab. Mit einer Arbeit über die Symboltheorie bei Novalis wurde er 2005 in Halle promoviert.
Von 2005 bis 2007 war Kubik Studienreferendar für Deutsch und Evangelische Religion in Berlin. Von 2008 bis 2014 war er Juniorprofessor für Praktische Theologie mit dem Spezialgebiet „Hermeneutik neuzeitlicher Christentumspraxis“ an der Universität Rostock. Seit 2015 ist Kubik Professor für Religionspädagogik und Praktische Theologie an der Universität Osnabrück.

## Veröffentlichungen
Als Autor:
- Die Symboltheorie bei Novalis. Eine ideengeschichtliche Studie in ästhetischer und theologischer Absicht. Mohr Siebeck, Tübingen 2006.
- Theologische Kulturhermeneutik impliziter Religion. Ein praktisch-theologisches Paradigma der Spätmoderne (Praktische Theologie im Wissenschaftsdiskurs 23). Walter de Gruyter, Berlin/Boston 2018.

Als Herausgeber:
- Protestantismus – Aufklärung – Frömmigkeit. Historische, systematische und praktisch-theologische Zugänge (Arbeiten zur Pastoraltheologie, Liturgik und Hymnologie 66). Vandenhoeck & Ruprecht, Göttingen 2011.
- (gem. mit Martina Kumlehn) Konstrukte gelingenden Alterns. Kohlhammer, Stuttgart 2012.
- (gem. mit Michael Murrmann-Kahl) Die Unübersichtlichkeit des theologischen Studiums heute. Eine Debatte im Horizont von Schleiermachers theologischer Enzyklopädie. Peter Lang, Frankfurt am Main 2013.
- Emanuel Hirsch: Predigerfibel (Gesammelte Werke 41). Hartmut Spenner, Waltrop 2013.
- (gem. mit Roderich Barth / Arnulf von Scheliha) Erleben und Deuten. Dogmatische Reflexionen im Anschluss an Ulrich Barth. Mohr Siebeck, Tübingen 2015.
- Paul Drews: Religiöse Volkskunde und religiöse Psychologie. Schriften zur Grundlegung einer empirisch orientierten praktischen Theologie. Mohr Siebeck, Tübingen 2016.
- Predigen im Angesicht der Moderne. Emanuel Hirschs "Predigerfibel" im Lichte klassischer und neuerer homiletischer Fragestellungen (Praktische Theologie in Geschichte und Gegenwart 26). Mohr Siebeck, Tübingen 2018.
- Emanuel Hirsch: Betrachtungen zu Wort und Geschichte Jesu (Gesammelte Werke 42). Hartmut Spenner, Waltrop 2019.